# Der große Entwurf
Der große Entwurf: Eine neue Erklärung des Universums (Originaltitel: The Grand Design) ist ein populärwissenschaftliches Buch der Astrophysiker Stephen Hawking und Leonard Mlodinow über die Möglichkeit einer Weltformel, mit der alle physikalischen Phänomene des Universums sowie dessen Entstehung vollständig erklärt werden können. Die Hauptthese des Buches lautet, dass nach der M-Theorie das Universum ohne den Einfluss eines Schöpfergottes spontan entstanden sein kann und nicht nur eines, sondern eine Vielzahl unterschiedlicher Universen wahrscheinlich ist. Als Schlüssel zum Nachweis dieser Theorie wird die Verbindung von Einsteins Allgemeiner Relativitätstheorie und der Quantenphysik dargestellt. Die deutsche Ausgabe des Buches erschien im September 2010 als Hardcover.

## Inhalt
Ausgangspunkt des Buches ist das Konzept eines modellabhängigen Realismus. Demnach akzeptieren wir ein Erklärungsmodell dann, wenn es Ereignisse treffend vorhersagt. Gleichzeitig ist es aber möglich, dass ein anderes Erklärungsmodell mit fundamental verschiedenen Grundlagen dieselben Ereignisse ebenso treffend vorhersagt. In so einem Fall lässt sich nicht behaupten, eines der Modelle sei realer als das andere, so Hawking und Mlodinow. Diesen Ansatz nutzen die Autoren, um in ihre Einführung einer Theorie von Allem sowohl Theorien der klassischen Physik als auch der Quantenphysik integrieren zu können, obwohl unsere Alltagserfahrungen nur den Erkenntnissen der klassischen Physik entsprechen, der Quantenphysik aber widersprechen.
Grundlage des quantentheoretischen Teils des Buches ist das so genannte Doppelspaltexperiment. Es zeigt, dass kleinste Lichtteilchen auf dem Weg von einem Punkt A nach Punkt B keinem vorhersagbaren Pfad folgen. Der Physiker Richard Feynman folgerte als Erster, dass dies nicht bedeute, die Lichtteilchen des Experiments würden überhaupt keinem Pfad folgen. Nach Feynmans Theorie folgen sie vielmehr allen überhaupt möglichen Pfaden. Hawking und Mlodinow übertragen diesen Gedanken unter Berufung auf den modellabhängigen Realismus aus dem Quantenbereich auf die Kosmologie des gesamten Universums. Demnach hat sich auch das Universum nicht auf einem einzigen determinierten Weg vom Urknall aus entwickelt, sondern gleichzeitig auf allen möglichen Wegen zu einer Vielzahl möglicher Universen. Für die Lösung der Frage, wie alle diese Welten zeitlich und räumlich parallel existieren können, verweisen die Autoren auf die Modelle der Stringtheorie. Die Allgemeine Relativitätstheorie wird zur Auflösung des Problems der Entstehung des Universums herangezogen. Hawking und Mlodinow erklären, dass nach Einsteins Theorie die Zeit in der Phase des Urknalls als räumliche Dimension verstanden werden muss, die nichts mehr mit unserem alltäglichen Zeitverständnis zu tun hat. Die so genannte Raumzeit wird an dieser Stelle analog wie eine geschlossene Oberfläche ohne Rand beschrieben. Die Frage nach dem Beginn der Zeit (wie nach einem Rand) ist in der Argumentation damit hinfällig, weil dieser Beginn genau so wenig bestimmbar ist wie ein Punkt südlich des Südpols.

## Kapitel-Übersicht
Das Buch ist in acht Kapitel gegliedert:
1. Das Geheimnis des Seins
2. Die Herrschaft des Gesetzes
3. Was ist Wirklichkeit
4. Alternative Geschichten
5. Die Theorie von Allem
6. Unser Universum wählen
7. Das scheinbare Wunder
8. Der große Entwurf

## Rezeption
Das Buch erreichte im September 2010 den vierten Platz auf der Spiegel-Bestsellerliste für Hardcover-Bücher. Kritikpunkte aus wissenschaftlicher Sicht betrafen bei der Veröffentlichung unter anderem die Aktualität der im Buch verwendeten Theorien. Hinsichtlich der Verständlichkeit für Laien wurde einerseits der klare und bildreiche Stil hervorgehoben, andererseits dessen Fehlen bei komplexeren Sachverhalten.
Aus philosophisch-metaphysischer Sicht kritisierte Hans-Dieter Mutschler die weltanschaulichen Grundannahmen des Werkes, insbesondere den Materialismus. Auch wird der Standpunkt des Buches zur Gottesfrage kritisiert und bietet so eine Diskussionsgrundlage zur Gottesfrage.